# Rutilio Gaci

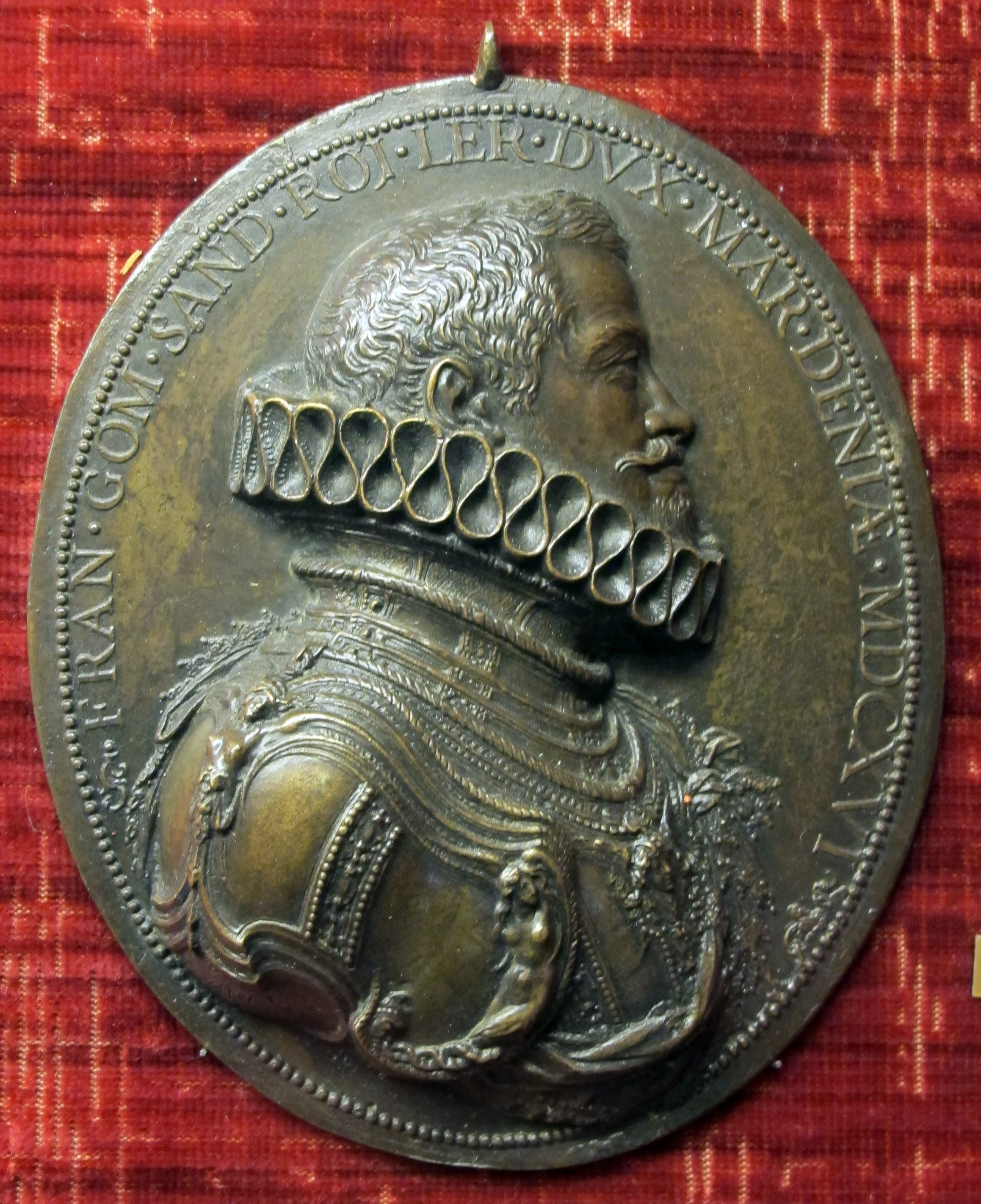
Rutilio Gaci

Rutilio Gaci (Castiglione?, Arezzo ca. 1570–Madrid, diciembre de 1634) fue un dibujante, grabador y escultor toscano del siglo xvi al xvii que desarrolló la mayor parte de su actividad trabajando para la corte española de los primeros Austrias. Llegó a ser acroy de Felipe IV.

## Biografía
Gaci aparece por vez primera documentado en España, en 1588, acompañando como secretario en el séquito de Pedro de Medici –hijo de Cosme I y Leonor de Toledo–, puesto que desempeñó hasta la muerte de Pietro en 1604, año en el que aparece relacionado con el embajador toscano en Madrid.
En la capital española se le documentan varios trabajos como escultor y medallista. Así, entre 1617 y 1620 colaboró con Juan Gómez de Mora, arquitecto real, en un conjunto de fuentes urbanas dentro del nuevo plan urbanístico de embellecimiento de la Villa de Madrid. Se le atribuyen a Gaci el diseño –siguiendo modelos florentinos y decoración barroca ornamental– y la construcción de fuentes como las de la Puerta del Sol (luego conocida como fuente de la Mariblanca), la plaza de la Puerta Cerrada, o la plaza de San Salvador, buena parte de ellas ya perdidas. Por lo general el conjunto monumental de estas fuentes se culminaba con una escultura sobre algún tema mitológico hecha en mármol blanco, y cuya compra se atribuye al mercader florentino Ludovico Turchi. 

### Asociación con Ludovico Turchi
La actividad Gaci está asociada a la actividad del mercader florentino Ludovico Turchi como marchante de arte y más en concreto como «importador de escultura italiana», en la España de Felipe II, Felipe III y Felipe IV. Ambos figuran en la documentación de varias fuentes madrileñas diseñadas por Gómez de Mora, que luego serán dibujadas por el artista y grabador Louis Meunier en la década de 1660. Así, Gaci y Turchi aparecen con frecuencia confusamente mezclados o intercambiados sus cometidos, llegando a figurar en la documentación el propio Turchi como escultor.
Varias piezas escultóricas se disputan la factura y gestión de Gaci y Turchi, entre ellas, las figuras que presiden las fuentes de la Abundancia, de la Fe, de Endimión, de Diana Cazadora y el conjunto de la fuente de la Plaza de San Salvador (luego Plaza de la Villa). Todo parece indicar, en buena lógica, que Gaci fue el diseñador y ocasional cincelador de conjuntos monumentales, en tanto que Turchi traía de Italia esculturas para decorarlos.

## Artista versátil
En 1928, en una monografía sobre Gaci publicada en Archivo Español de Arte y Arqueología, García Bellido atribuyó a Gaci, miembro de la Academia Florentina del Diseño antes de venir a España, una "mula", en plata y de pequeño tamaño conservada en la Galería Pitti de Florencia. Por su parte, Ceán Bermúdez le menciona como virtuoso de la técnica retratista en ceras de colores en el arte del retrato, y cita a un "caballo" que perteneció al duque de Florencia, que elogiaron Vicente Carducho y Francisco Pacheco, contemporáneos de Gaci.
De su labor en España como grabador se conserva un juego de medallas de los reyes Felipe III y Margarita de Austria, y Felipe IV y Beatriz de Rojas y Castro, y la dedicada a Alejandro Rodolfo. En Madrid tuvo como compañero a Giovanni Battista Morelli, escultor y discípulo de Alessandro Algardi.

## Reconocimientos
Tiene dedicada una plaza en Madrid, aunque aparece allí rotulado su apellido como Gacis. Se desconocen las fuentes en las que el Ayuntamiento se basó para añadir la 's'. A finales de 2021, el Ayuntamiento de Madrid, tras una serie de quejas particulares, reconoció su error y sustituyó la placa por otra con el apellido rotulado de manera correcta.